# Bernhard Widder
Bernhard Widder (ur. 29 listopada 1955 w Linzu) – austriacki poeta. 
Studia odbył na Wydziale Architektury w Politechniki Wiedńskiej uzyskując w 1985 dyplom inżyniera; praca badawcza i prelekcje z dziedziny architektury oraz krytyki literackiej; liczne pobyty w USA, Meksyku i w państwach Ameryki Środkowej.
Dzieła literackie to między innymi Liber Tropicus. Gedichte (1983), Beat Dichtung (1991).